# Waldo (Floride)
Pour les articles homonymes, voir Waldo.
Waldo est une municipalité américaine située dans le comté d'Alachua en Floride. Lors du recensement de 2010, sa population est de 1 015 habitants.

## Géographie
Waldo se trouve au nord-est de Gainesville dans le centre-nord de la Floride.
Selon le Bureau du recensement des États-Unis, la municipalité s'étend en 2010 sur une superficie de 2,16 milles carrés (5,59 km2).

## Histoire
La localité est fondée au début du XIXe siècle par William Sparkman. Elle se développe grâce à la construction de la Bellamy Road entre Saint Augustine et Pensacola dans les années 1820 puis du chemin de fer dans les années 1850,. Dans les années 1870, elle devient un lieu de villégiature hivernal à proximité du lac Alto, comptant plusieurs hôtels, deux théâtres et un opéra,. Waldo connaît un déclin à partir de la Grande Dépression,.
Le centre historique de Waldo est inscrit au Registre national des lieux historiques.

## Démographie
| 1910 | 1920 | 1930 | 1940 | 1950 | 1960 |
| ---- | ---- | ---- | ---- | ---- | ---- |
| 540  | 571  | 703  | 567  | 647  | 735  |

| 1970 | 1980 | 1990  | 2000 | 2010  | - |
| ---- | ---- | ----- | ---- | ----- | - |
| 800  | 993  | 1 017 | 821  | 1 015 | - |

Le centre historique
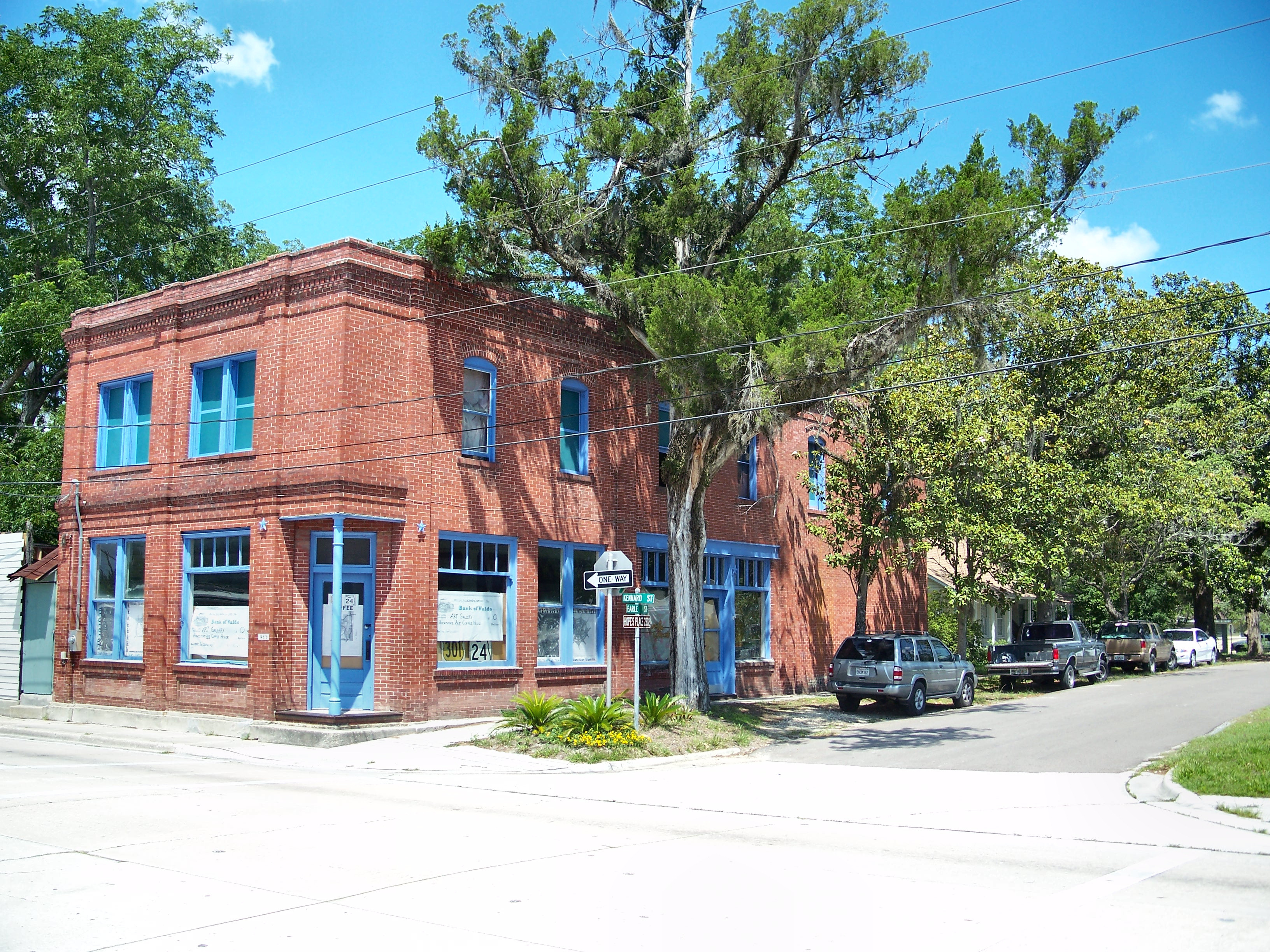
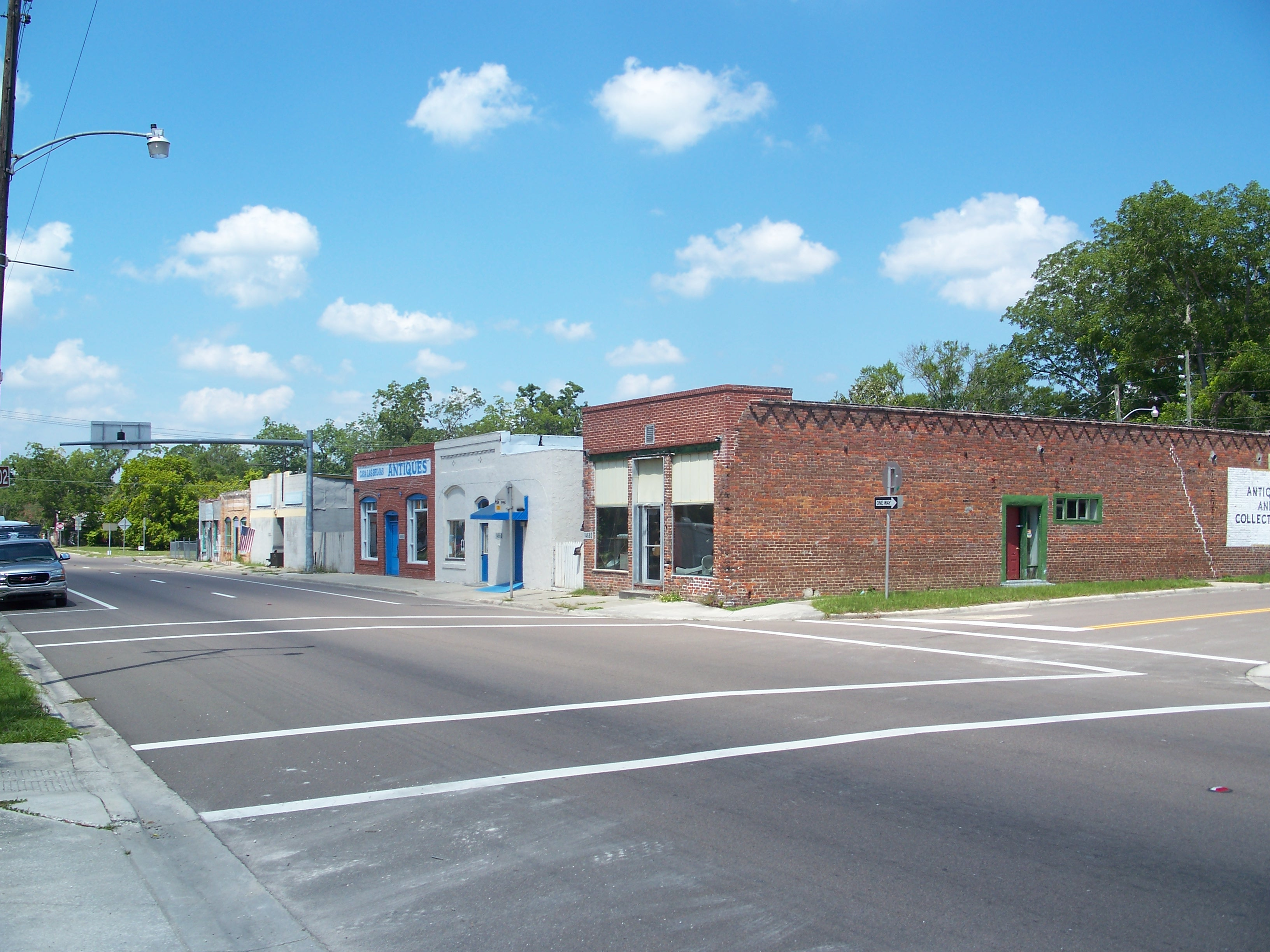
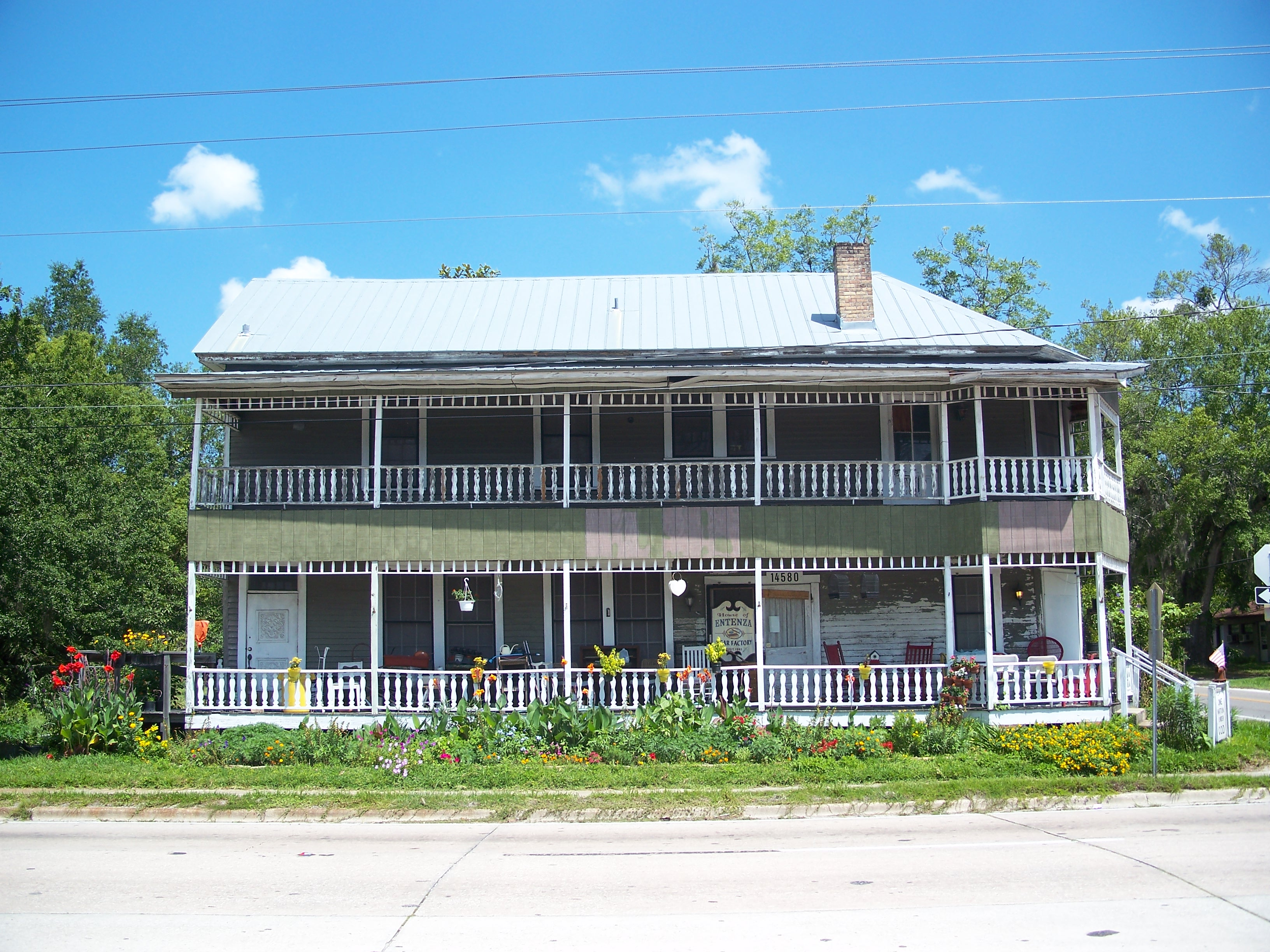